# 워치만 니
워치만 니(중국어 간체자: 倪柝声, 정체자: 倪柝聲, 병음: Ní Tuòshēng 니퉈성[*], 광둥어: ngai4 tok3 sing1 응아이 톡 싱, 1903년 11월 4일~1972년 5월 30일)는 20세기에 중국에서 사역했던 교회 지도자이자 그리스도인 교사였다.
그는 1922년에 푸저우(福州, Fuzhou)에서 지방 교회들의 시작이라고 할 수 있는 교회 집회들을 세웠다. 자신의 30여년의 사역기간 동안 니는 성경을 해석한 많은 책들을 출판했다. 그는 중국 전역에 교회들을 세웠고, 성경을 배우는 학생들과 교회 일꾼들을 위하여 많은 컨퍼런스를 개최했다. 이어진 중국 공산 혁명기간에 니는 자신의 신앙 때문에 박해받고 투옥되어 20년 동안의 자신의 남은 생애를 감옥에서 보냈다. 그는 2009년 7월 30일 뉴저지주 출신의 미국 국회의원인 크리스토퍼 H. 스미스(Hon. Christopher H. Smith) 의원에 의해 존경을 받았다.

## 가족과 유년 시절
워치만 니는 1903년 11월 4일 중국 세관(the Imperial Customs Service)의 존경받는 관원인 니원슈(倪文修)와 미국인들이 직원으로 근무하는 감리교 미션학교에서 뛰어난 학생이었던 린허핑(林和平) 사이에서 9남매 중 셋째로 태어났다. 린허핑은 상해에 있는 중국인 서구 여학교(the Chinese Western Girls’ School)에서 영어를 배우기 위하여 잠시 머무는 동안 복음 전파자와 설교자로서 봉사하기 위해 의료분야에서의 잠재적인 경력을 포기한 젊은 여성인 위츠두(余慈度)를 만났다. 워치만 니의 부모님 모두 감리교인이었기에, 그는 감리교 감독에 의해 유아 세례를 받았다.

## 초기 학창 시절
워치만 니는 13살 때인 1916년에 푸저우(Fuzhou)에 있는 '교회 선교회'(the Church Missionary Society)가 운영하는 중학교에 들어감으로 서구식 교육을 받기 시작했다. 그후 그는 푸저우에 있는 트리니티 칼리지 부속 중학교에 갔는데, 거기서 뛰어난 총명과 포부를 드러내었고 자신의 학급에서 꾸준히 일등을 유지했다.

## 구원과 훈련
워치만 니가 17세인 1920년 봄에 도라 유는 푸저우에 있는 '천안당 교회'(天安堂, the Church of Heavenly Peace) 예배당에서 열리는 열흘 간의 부흥 집회에 연사로 초청되었다. 워치만 니 어머니가 이 부흥 집회에 참석한 후에, 그녀는 감동을 받아서 예전에 불공정하게 벌을 주었던 한 사건에 대하여 자기 아들에게 사과했다. 그녀의 이런 행위가 니를 아주 많이 감동시켰고, 니는 거기서 무슨 일이 발생하고 있는지 보기 위해 그 다음 날 복음 집회에 참석하기로 결심했다. 그 집회에서 돌아온 후에 니 본인의 설명은 다음과 같다.
| “ | 1920년 4월 28일 저녁에 나는 홀로 방 안에 있었다. 주님을 믿을 것인가 안 믿을 것인가의 문제로 인해 앉아도 불안하고 일어나도 불안했다. 처음에 나는 달게 받아들이지 못했다. 그러나 다시 한 번 기도할 때 너무도 큰 나의 죄를 발견하게 되었고 오직 주 예수님만이 나를 구원할 수 있다는 것을 보았다. 그때 나는 한면으로 주님의 두 손이 십자가에 못 박힌 것을 보았고 또 한면에서는 주님께서 두 손을 내밀고 나를 환영하시며 내게, "나는 여기서 너를 받아들이려고 기다리고 있다"고 말씀하시는 것을 보았다. 이러한 사랑이 나를 굴복시켰다. 이전에 나는 다른 사람이 예수 믿는 것을 비웃었다. 그날 저녁에 나는 십자가에서 피 흘려 죽은 주님의 사랑을 체험하고 눈물을 흘리며 죄를 자복하고 주님의 사하심을 구했다. 기도한 후에 나는 전에는 맛보지 못한 기쁨과 평강을 맛보게 되었다. 그 때 방 안에는 빛이 충만한 것 같았다. 나는 주님께 말했다. "오 주여, 당신은 나를 은혜로 대하셨습니다." ―워치만 니, 워치만 니의 간증 | ” |

니는 트리니티 칼리지의 한 학생으로서 자신의 구원의 체험에 대해 동급생들에게 말하기 시작했다. 후에 그는 다음과 같이 말했다.
| “ | 나는 돌아온 후 곧 주님께서 내 몸에서 일하시는데 지장이 있는 것들을 해결했다. 또한 70명의 동급생들의 명단을 만들어 그들을 위해 매일 기도했다. 어떤 날에는 매일 한 시간씩 심지어 수업 중에도 그들을 위해 기도했다. 기회만 있으면 그들에게 주 예수님을 전했다... 주님의 은혜로 나는 매일 기도하기를 계속했고, 몇 개월 후에 70명 중 1명을 제외한 69명이 다 구원받았다. ―워치만 니, 워치만 니의 간증 | ” |

니는 회심 후에 기독교 봉사자로서 훈련받기를 갈망했다. 그는 처음에 고등학생임에도 상해에 있는 도라 유가 세운 성경 연구소에 다녔다. 그러나 늦잠을 자는 것과 같은 나쁘고 게으른 습관 때문에 퇴학을 당했다. 니는 자신의 성격을 개선하려고 노력한 결과 영국 선교사인 마가렛 바버(和受恩; Margaret E. Barber) 자매와 가깝게 되었고, 그녀는 니의 교사와 조언자가 되었다. 니는 영적인 도움을 얻으려고 매주 바버 자매를 방문했다. 바버는 니를 젊은 학습자로 취급하여 종종 엄격하게 훈육했다. 바버가 1930년에 죽었을 때, 자신의 모든 소지품들을 니에게 남겼다. 그는 이렇게 썼다.
| “ | 우리는 복건(Fukien)에 있는 나성탑(羅星塔) 백아담(白牙潭(Lo-Hsing Pagoda)에 살던 바버 여사가 세상을 떠났다는 소식을 듣고 큰 안타까움을 느꼈다. 그녀는 주님 안에서 매우 깊은 분이었으며, 그녀의 주님과의 교통과 주님에 대한 그러한 충성은 이 세상에서 발견하기가 힘들다고 생각한다. ―위트니스 리, 이 시대의 신성한 계시의 선견자 워치만 니 | ” |

니는 바버 여사를 통해 디 엠 팬톤(D.M. Panton), 로버트 고벳(Robert Govett), 펨버(G.H. Pember), 제시 펜 루이스(Jessie Penn-Lewis), 어스틴 스팍스(T. Austin-Sparks) 그리고 다른 저자들의 저술을 접하게 되었다. 이에 더하여 그는 존 넬슨 다아비(John Nelson Darby), 윌리엄 켈리(William Kelly), 맥킨토시(C.H. Mackintos) 같은 플리머스 형제회 교사들의 책들도 소장했다. 마침내 그의 개인 서재는 교회 역사, 영적인 성장, 성경 주석 등에 관한 약 3천 권이 넘는 책들로 가득 채워졌다. 그는 다양한 방법으로 부지런히 성경을 연구함으로 성경에 매우 익숙하게 되었다. 니는 사역의 초기 시절에 수입의 삼분의 일은 개인의 필요를 위해, 삼분의 일은 남을 돕기 위해, 나머지 삼분의 일은 영적인 책들을 사기 위해 사용했다고 말했다. 그는 책을 읽을 때 적절한 자료를 택하고, 이해하며, 분별하고, 기억하는 뛰어난 은사를 가지고 있었다. 그는 한눈에 한권의 책의 요점을 쉽게 붙잡았다.

## 결혼
니는 10대 때에 장핀훼이(Charity Chang)와 사랑에 빠졌다. 그들 두 가정 사이에는 삼대에 걸쳐 친교가 있었다. 니가 그리스도인이 되었을 때, 장핀훼이는 그의 면전에서 예수를 조롱했다. 이것은 그를 괴롭혔다. 니는 많은 고심 끝에 그들의 관계를 끝낼 필요가 있다고 느꼈다. 십 년 후, 장핀훼이가 대학을 졸업하고 나서 주님께로 돌아왔다. 그녀는 1934년부터 상해 교회 집회에 참석하기 시작했다. 니가 항저우에서 4차 "이기는 자 집회"를 인도하고 있을 때 거기서 두 사람은 결혼식을 올렸다. 장핀훼이는 자주 아픈 니를 돌보았고, 그가 투옥된 후에는 유일하게 그녀만 방문이 허락되었다. 그들은 자녀가 없었다.

## 사역
워치만 니는 1936년에 한 무리의 동료 사역자들 앞에서 자신에게 맡겨진 사역의 윤곽을 말했다.
| “ | 그 때로부터 나는 하나님에 의해 고침받을 때까지 병으로 누워 있었다. 나는 하나님께서 나에게 원하시는 일의 종류에 대하여 더욱 분명하게 보게 되었다. 1. 문서사역: 내가 병이 나은 후 하나님께서 내게 알려주신 것은 그분이 내게 주신 사명은 성경 주해서 저술이 아니요, 일반적인 복음 전도도 아니요, 예언 해석도 아니요, 다만 살아있는 생명의 말씀을 전하는 것을 강조하는 것이었다... 내가 쓴 모든 것은 오직 단 하나의 목적, 곧 독자들이 새 창조물 안에서 자신을 하나님께 드리고 그분의 손 안에서 쓸모있는 사람이 되는 것이었다. 이제 나는 온 마음을 다하여 나의 저술들을 나의 독자들과 나 자신을 영원히 지켜주시는 하나님께 맡기며, 그분의 영이 나를 인도하여 그분의 모든 진리 안으로 들어가게 해 주시기를 원한다. 2. 이기는 자 집회: 하나님께서 나의 눈을 밝혀주사 각지 교회들 안에서 이기는 자들이 일어나 그분의 증인이 되게 하심을 보여 주셨다... 그러므로 매년 한 차례씩 이기는 자들의 집회를 열어 하나님이 내게 계시하신 말씀을 충심으로 전했다. 3. 지방 교회들을 세움: 주님께서 나를 불러 그분을 섬기게 하신 것은 부흥 집회를 열어 사람들이 성경의 교리를 더 많이 듣게 하라는 것도 아니고, 내가 위대한 복음 전파자가 되는 것도 아니었다. 주님은 내가 한 지방 한 지방에 그분의 교회를 건축하여 그를 나타냄으로써 지방 교회들의 합일(合一)의 간증을 나타내며, 모든 성도들이 교회 안에서 분량대로 지체의 봉사를 하여 교회생활을 하게 하는 것이다. 하나님이 원하시는 것은 개인의 승리 생활이나 영성을 추구하는 것만이 아니라 하나의 단체로서의 영광스러운 교회를 하나님 자신께 드리는 것이다. 4. 젊은이들을 훈련시킴: 만일 주님의 오심이 지체된다면, 반드시 청년들을 일으켜 다음 세대에도 계속 그의 간증을 잇게 하는 것이다... 나의 뜻은 하나의 신학교나 성경 학원을 원하는 것이 아니라 젊은 청년들이 단체생활을 하면서 한 면으로는 영적 생활을 훈련하고, 서로 상합하며 성경 읽기와 기도를 훈련하며 좋은 인성을 기르고, 또 한면으로는 어떻게 죄와 세상과 육체와 천연적인 생명과 그런 것들을 처리하는지를 배우는 것이다. 적당한 시기에 그들은 각 지방 교회로 돌아가서 성도들과 함께 교회 안에서 주님께 봉사하게 되는 것이다. 그 후에도 계속 내 마음에 눌림이 있었던 일은 대체로 이 네 가지가 포함된 것이었다. 모든 영광을 주님께 돌린다. ―워치만 니, 워치만 니의 간증 | ” |

니는 매우 이른 나이부터 저술과 출판을 시작했다. 그는 1923년에 '현재의 간증'(The Present Testimony)이라는 잡지를 펴내기 시작했고, 1925년에는 기독도보(The Christian)라는 또 다른 잡지를 시작했다. 니가 자신의 이름을 '니슈토'(Ni Shu-tsu)에서 '니토셍'(Ni To-sheng, 영어 번역은 Watchman Nee)으로 바꾼 시기도 1925년도였다. 니가 스물 한 살 때 중국에서 말레이시아 시티아원(Sitiawan, Malaysia)으로 이주하여 살고 있는 어머니를 방문하는 동안 그곳에 또 다른 지방 교회를 세웠다. 니는 1926년에 상해에 또 다른 지방 교회를 세웠고, 그곳은 중국에서 그의 사역의 중심지가 되었다. 1932년에는 지방 교회들로 모이는 니의 실행이 중국, 말레이시아, 싱가포르 전역에 확산되었다. 그는 이것을 자신이 투옥될 때까지 유지했다.
니는 1928년에 <영에 속한 사람>(The Spiritual Man)이라는 세권으로 된 책을 출판했다. 니는 같은 해 2월에 상해에서 그의 첫번째 "이기는 자 집회"를 열었다. 1934년에 니는 "하나님의 중심성과 우주성이신 그리스도"와 "이기는 자들"을 주제로 한 특별 집회를 열었다. 니에 따르면, 이것이 그의 사역의 전환점이 되었다. 그는 이렇게 말했다. "나의 그리스도인의 생활은 교리와 지식으로부터 하나님의 중심성이요 우주성이신 그리스도라는 한 살아있는 인격으로 큰 전환을 가졌다."
1934년에 니는 성경에 있는 교회는 결코 지역들로 나뉠 수 없고 어떤 가르침이나 교리에 근거하여 교단을 만들 수 없다고 하면서, 지방 교회들의 실행을 정의하고 설명하는 일련의 담화를 시작했다. 이러한 담화들은 마침내 <모이는 생활>(The Assembly Life)이라는 책으로 출판되었다. 같은 해 오월에 니는 위트니스 리를 격려하여 옌타이에서 상해로 이주하게 하여 자신과 이연여(Ruth Lee) 자매가 맡고 있던 니의 출판물을 편집하는 일에 합류시켰다.
1938년에 니는 유럽 여행 중에 메시지를 전했는데, 이것은 후에 <정상적인 그리스도인의 생활>(The Normal Christian Life)이라는 책으로 출판되었다. 그가 돌아온 후에 그리스도의 몸에 관한 집회를 가졌다. 니에 의하면 이것이 그의 사역에서 두번째 전환이었다. 니는 이렇게 말했다. "나의 첫번째 전환은 그리스도를 안 것이고, 두번째 전환은 그분의 몸을 안 것이다. 그리스도를 안 것은 믿는 이들에게 필요한 것의 절반일 뿐이다. 믿는 이들은 또한 반드시 그리스도의 몸을 알아야 한다. 그리스도는 머리이시고, 그분은 또한 몸이시다."
1939년에 니는 그의 둘째 남동생이 하던 기울어져 가는 제약회사 공장 운영에 관련되었다. 가족들의 압력을 마지못해 따른 것이지만, 니는 또한 이것이 제2차 세계 대전 기간 동안 극심한 가난과 고난으로 고통 당하던 자신의 많은 동역자들을 지원할 수 있는 기회라고 보았다. 니는 전반적인 공장 관리를 넘겨 받은 후, 그것을 재편성했고, 상해에 있는 다수의 지방 교회 구성원들을 직원으로 채용하기 시작했다. 이 시기에 상해 교회의 장로들 중 몇 명은 니가 사업에 연관된 것에 대해 의문을 제기했다. 이것은 니가 1942년에 그의 사역을 잠시 중단하게 만들었다. 얼마 후에 상해 교회는 집회를 중단했다.
1945년 3월 6일에 니는 중경(Chongqing)으로 이주하여 그곳에 있는 공장을 감독했다. 거기서 그는 아가서에 관한 메시지들과 <교회의 정통>(The Orthodoxy of the Church)으로 출판된 계시록 2장과 3장에 관한 일련의 메시지들을 전했다. 1945년 9월 9일에 일본군은 중국을 포기하고, 제2차 중일전쟁은 끝났다. 1946년에 왕포진(Peace Wang) 자매와 위트니스 리 형제는 거기서의 니의 문서 사역은 물론 상해 교회를 회복시키기 위하여 일하기 시작했다. 니는 크리스천 일을 하는 자신의 동역자들을 위한 훈련을 실시하기 위하여 고령산(Kuling)에 12채의 목조 단층집을 구입했다. 1948년 4월에 상해 교회에 큰 부흥이 있었고 니는 거기서 자신의 사역을 재개했다. 그가 돌아왔을 때, 니는 하나님께 헌물을 드리듯이 사역을 위해 자신의 제약 공장을 내놓았다. 이것은 많은 형제 자매들에게 영향을 주어 그들 또한 자신들의 재산을 사역을 위해 다 내놓게 했다. 짧은 기간에 상해 교회는 1천명으로 증가했다.

## 박해와 투옥
1949년에 중국 공산당이 출현한 후에 그리스도인들은 큰 박해를 받았다. 또한 많은 외국 선교사들도 거짓 정죄를 받고 체포되었다. 강화된 선전 캠페인과 구금 위협을 통하여, 믿는 이들은 서로 밀고하도록 영향 받았다.
1952년 4월 10일에 워치만 니는 만주(Manchuria) 공안 당국자들에 의해 상해에서 체포되어, 뇌물공여, 국가재산 절취, 조세 회피, 정부계약 사취, 정부의 경제 정보에 대한 불법 취득으로 기소되었다. 니는 또한 "재 교육" 되었다. 1956년 1월 11일에 지방 교회들 내의 동역자들과 장로들을 겨냥한 전국적인 소탕이 있었다. 일부는 노동 수용소에서 죽었고, 다른 이들은 무기 징역형을 언도 받았다. 1956년 1월 18일에 종교 사무국(the Religious Affairs Bureau)은 상해에 있는 난양 가(街)(Nanyang Road)에 위치한 교회 집회 장소에서 12일 간의 규탄 집회를 열었다. 그 규탄 집회에서 니를 반대하는 많은 참소들이 소개되었다. 1956년 6월 21일에 니는 상해 고등 법정에 출두해서, 상해 교회 장로들에 의해 출교되는 선언이 있었고, 모든 혐의들에 대해 유죄가 인정되었다. 그는 노동 교화가 포함된 15년 형을 선고받았다. 처음에 그는 상해에 있는 틸랑퀴오 감옥(Tilanqiao Prison)에 수감되었고 후에 다른 장소로 옮겨졌다. 오직 그의 아내인 핀훼이 만이 그를 면회하는 것이 허락되었다.
1956년 1월 29일에 공안 당국이 난양로 건물을 접수했고, 많은 니의 동역자들이 체포되어 격리되었고, 워치만 니를 거부하도록 강요받았다. 왕포진(Peace Wang), 이연여(Ruth Lee), 유성화(Yu Chenghua) 등은 묵비권을 유지하며 감옥형을 언도받은 반면, 일부 동역자들은 워치만 니를 참소하는데 가담했다. 이런 일에 이어서 "반혁명분자 워치만 니"를 정죄하는 대규모 규탄대회가 전국에 걸쳐 개최되었다.

## 투옥 후반기와 죽음
니가 1972년에 죽기 1년 전에 그의 아내인 핀훼이가 의자에서 넘어지는 사고와 고혈압으로 죽었다. 니는 그녀의 장례식에 참석하는 것이 허락되지 않았다. 그 때 핀훼이의 큰 언니가 감옥에 있는 니를 돌보는 책임을 졌다. 니는 1967년에 석방되기로 되어 있었으나 그가 1972년 5월 30일 죽기까지 감옥에 수감되었다. 그의 죽음에 대해서는 어떤 통지도 없었고, 장례식도 없었다. 그의 유품들은 가족이 감옥에 도착하기 전인 1972년 6월 1일에 소각되었다.
니의 한 조카 손녀가 니의 유골을 가지러 갔을 때를 다음과 같이 회상했다.
| “ | 1972년 6월에 우리는 농장으로부터 할아버지가 돌아가셨다는 연락을 받았다. 나는 큰 이모 할머니와 함께 농장으로 급히 갔는데, 그곳에 도착해서야 우리는 비로소 그들이 할아버지를 이미 화장했다는 것을 알게 되었다. 그래서 우리는 단지 그분의 유골 밖에 볼 수 없었다... 세상을 떠나기 전 그분은 베개 밑에 종이 한 장을 남겨 놓았는데, 그 위에는 매우 떨리는 손으로 적은 몇 줄의 글이 있었다. 할아버지는 그분의 일생 동안 그분이 죽기까지 붙잡았던 진리를 증거하길 원하셨다. 그 내용은 이러했다. "하나님의 아들 그리스도는 죄인들을 속량하기 위해 죽으시고 삼일 만에 부활하셨다. 이것은 우주 가운데 가장 큰 진리이다. 나는 그리스도를 믿음으로 죽노라. 니토셍." 농장 간부가 이 종이를 우리에게 보여 줄 때, 나는 이 글을 신속히 마음에 기억하게 해 달라고 기도했다... 할아버지는 돌아가셨지만, 그분은 죽기까지 충성하시고 피로 물든 면류관을 가지고 주님께로 가셨다. 비록 하나님께서, 그분이 살아서 그의 아내와 함께 있기를 바랐던 마지막 소원은 이루어 주시지 않았지만, 주님은 그분들이 주님 앞에서 재회하는 더 나은 것을 예비해주셨다. ―워치만 니의 조카 손녀, "워치만 니: 이 시대의 신성한 계시의 선견자." | ” |

워치만 니의 사후에 니의 동료 수감자였던 우요치가 형기를 마치고 석방되어 니의 옥중 생활과 순교를 증언해 주었다. 우요치에 따르면 워치만 니는 신앙을 포기하면 석방해 주겠다는 중국 당국의 거듭된 회유에도 타협하지 않고 끝까지 믿음을 지켰다.

## 신앙
니는 성경의 문자적 영감과 성경이 하나님의 말씀인 것을 믿었다. 그는 또한 하나님께서 삼일, 즉 아버지, 아들, 영이시며, 셋은 구분되시지만, 완전히 하나이시고, 영원부터 영원까지 동시에 존재하시고, 서로 안에 상호내재하심을 믿었다. 그는 예수 그리스도께서 하나님의 아들이시며, 심지어 하나님 자신이시고, 인간의 생명과 신성한 생명 모두를 가지신 사람으로서 성육신하셨음을 믿었으며, 그분이 우리의 구속을 성취하시기 위해 십자가에서 죽으셨음을 믿었고, 제 삼일에 죽은 자들로부터 몸을 입고 일어나셨음을 믿었으며, 하늘로 승천하사 보좌에 앉으시고 영광으로 관 쓰셨으며, 만유의 주가 되셨음을 믿었고, 그분을 따르는 모든 이들을 영접하고, 이스라엘을 구원하며, 이 땅 위에 그분의 천년왕국을 세우시기 위해 다시 오실 것을 믿었다. 그는 예수 그리스도 안에 있는 믿는 이들인 각 사람이 하나님에 의해 용서될 것이고, 그분의 구속하는 피에 의해 씻겨지고, 믿음으로 의롭게 되며, 성령에 의해 거듭나며, 은혜로 구원받는 것을 믿었다. 그러한 믿는 이들은 하나님의 자녀이고 그리스도의 몸의 지체임을 믿었다. 그는 또한 모든 믿는 이들의 운명이 그리스도의 몸이요 하나님의 집인 교회를 구성하는 한 부분이 되는 것을 믿었다.

## 출판물
많은 청중들 앞에서 자주 말한 것에 더하여, 워치만 니는 여러 권의 저서들, 논문들, 서신들, 찬송들의 저자이었다. 그의 책의 대부분은 그가 메시지 전한 것을 집회 참석자들이 받아 적은 노트에 기초한 것이었다. 일부 책들은 이전에 정기 간행물로 출판된 메시지들로부터 편집된 것이다.
워치만 니가 쓴 영어로 된 책 중에서 가장 널리 알려진 것은 <정상적인 그리스도인의 생활>(The Normal Christian Life)이다. 이 책은 1938년부터 1939년의 유럽 여행 중에 그가 영어로 전한 담화에 기초한 것이다. 그는 거기에서 신약의 로마서에 대한 자신의 신학적인 견해를 피력했다.
워치만 니가 쓴 책 중에 널리 알려진 것들 중 일부는 다음과 같다.
- 영에 속한 사람 (1928)
- 우리의 위임에 관하여 (1939)
- 아가서 강해 (1945)
- 자아의 파쇄와 영의 해방 (1950)
- 정상적인 그리스도인의 생활 (1957)
- 좌행참 (1957)
- 주여 이 사람은 (1961)
- 세상을 사랑하지 말라 (1968)

워치만 니는 자신의 책을 출판했을 뿐 아니라 다른 영적인 출판물들도 자신의 영감 아래 영어에서 번역하여 출판했다. 그것들은 어스틴 스팍스(T. Austin-Sparks), 마담 귀용(Madame Guyon), 메리 맥도너우(Mary E. McDonough), 제시 펜 루이스(Jessie Penn-Lewis)와 일부 다른 이들의 저술을 포함한다.

## 추가로 읽기
- Chen, James. Meet Brother Nee(니 형제님과의 만남). Hong Kong: The Christian Publishers (1976).
- Kinnear, Angus. Against the Tide(시류를 거슬러서). Eastbourne: Kingsway Publications (2005).
- Laurent, Bob. Watchman Nee: Man of Suffering(워치만 니: 고난의 사람). Uhrichsville: Barbour Publishing (1998).
- Lee, Witness. Watchman Nee: A Seer of the Divine Revelation in the Present Age(이 시대의 신성한 계시의 선견자-워치만 니). Anaheim: Living Stream Ministry (1991).
- Lyall, Leslie. Three of China's Mighty Men(중국이 낳은 위대한 세 사람). London: Overseas Missionary Fellowship (1973).
- Nee, Watchman. Watchman Nee’s Testimony(워치만 니의 간증). Hong Kong: Hong Kong Church Book Room (1974).
- Sze, Newman. The Martyrdom of Watchman Nee(워치만 니의 순교). Culver City: Testimony Publications (1997).
- Wu, Dongsheng John. Understanding Watchman Nee: Spirituality, Knowledge, and Formation(워치만 니의 이해-영성, 지식, 형성). Eugene: Wipf & Stock Publishers (2012).

## 같이 보기
- 지방교회
- 주의 회복
- 위트니스 리